# Olfactofilia

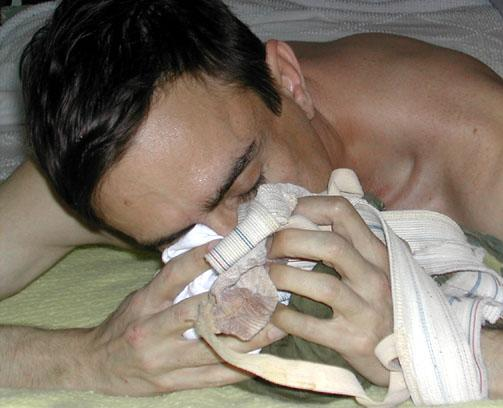
Un hombre oliendo ropa interior deportiva, una forma de olfactofilia.

La olfactofilia (del lat. olfacto ‘olfato’, y del gr. φιλία philía ‘amor’), también conocida como osmolagnia (del gr. osme ‘olor’, y lagneia ‘lujuria’), es una parafilia que consiste en la atracción o excitación sexual causada por olores que emanan del cuerpo humano, especialmente aquellos provenientes de las áreas sexuales o axilas.

## Historia
El austríaco Sigmund Freud, el padre del moderno psicoanálisis, usó el término osfresiolagnia para referirse al placer causado por los olores.
Por su parte el Campbell's Psychiatric Dictionary incluye a esta parafilia dentro de las denominadas parosmias, es decir, las distorsiones del sentido del olfato.

## Arte
Artistas plásticos como Slava Mogutin o Johnny Alexandre Abbate han utilizado elementos que remiten al erotismo de la olfactofilia, como la representación de modelos con calcetines sucios.

## Nota y referencias
1. ↑  «Paraphilias». Archivado desde el original el 25 de mayo de 2013.
2. ↑  Money, John. Lovemaps: Clinical Concepts of Sexual/Erotic Health and Pathology, Paraphilia, and Gender Transposition in Childhood, Adolescence, and Maturity “Mapas de amor: Conceptos clínicos de la salud y patología sexual/erótica, parafilia y transposición de género en la niñez, adolescencia y madurez”), Prometheus Books, Buffalo, estado de Nueva York, 1986, ISBN 0879754567.
3. ↑  Sigmund Freud, papeles escogidos,pág. 77
4. ↑  R. J. Campbell, Campbell's Psychiatric Dictionary, Oxford University Press (OUP), Nueva York, 2004 p.483
5. ↑  Óscar Esquivias (15 de diciembre de 2017). «El olor y el deseo». Consultado el 10 de enero de 2019.